# Salas Altas (kommunhuvudort)
Salas Altas är en kommunhuvudort i Spanien.   Den ligger i provinsen Provincia de Huesca och regionen Aragonien, i den nordöstra delen av landet, 400 km nordost om huvudstaden Madrid. Salas Altas ligger 503 meter över havet och antalet invånare är 357.
Terrängen runt Salas Altas är kuperad norrut, men söderut är den platt. Terrängen runt Salas Altas sluttar söderut. Runt Salas Altas är det ganska tätbefolkat, med 134 invånare per kvadratkilometer. Närmaste större samhälle är Barbastro, 10,0 km sydost om Salas Altas. Trakten runt Salas Altas består till största delen av jordbruksmark.